# Tapírbéka
A tapírbéka (Synapturanus danta) a szűkszájúbéka-félék (Microhylidae) családba tartozó békafaj. A fajt 2022-ben fedezték fel és írták le, bár Comunidad Native Tres Esquinas lakói már ismerték a kétéltűt. A lakosok danta néven emlegetik, ami tapírt jelent, és innen kapta nevét is.

## Előfordulása
Amazónia mocsaraiban, lápjaiban és az Amazonas mellékfolyóiban, pontosabban a Putumayo folyóban él.

## Megjelenése
Tapírszerű orra van, nevét is erről kapta. A béka csokoládébarna színű, ezért amikor bejelentették a közösségi médián, sokan a híres Harry Potter könyvek és filmek „csokoládébékáihoz” hasonlították.

## Felfedezése
A tapírbékát a perui Amazonas-medencében fedezték fel a kutatók. A békára akkor bukkantak rá, amikor az amazóniai tőzegláp területét kutatták, amely egy ritka és kevésbé tanulmányozott élőhely.